# 2019年金砖国家峰会

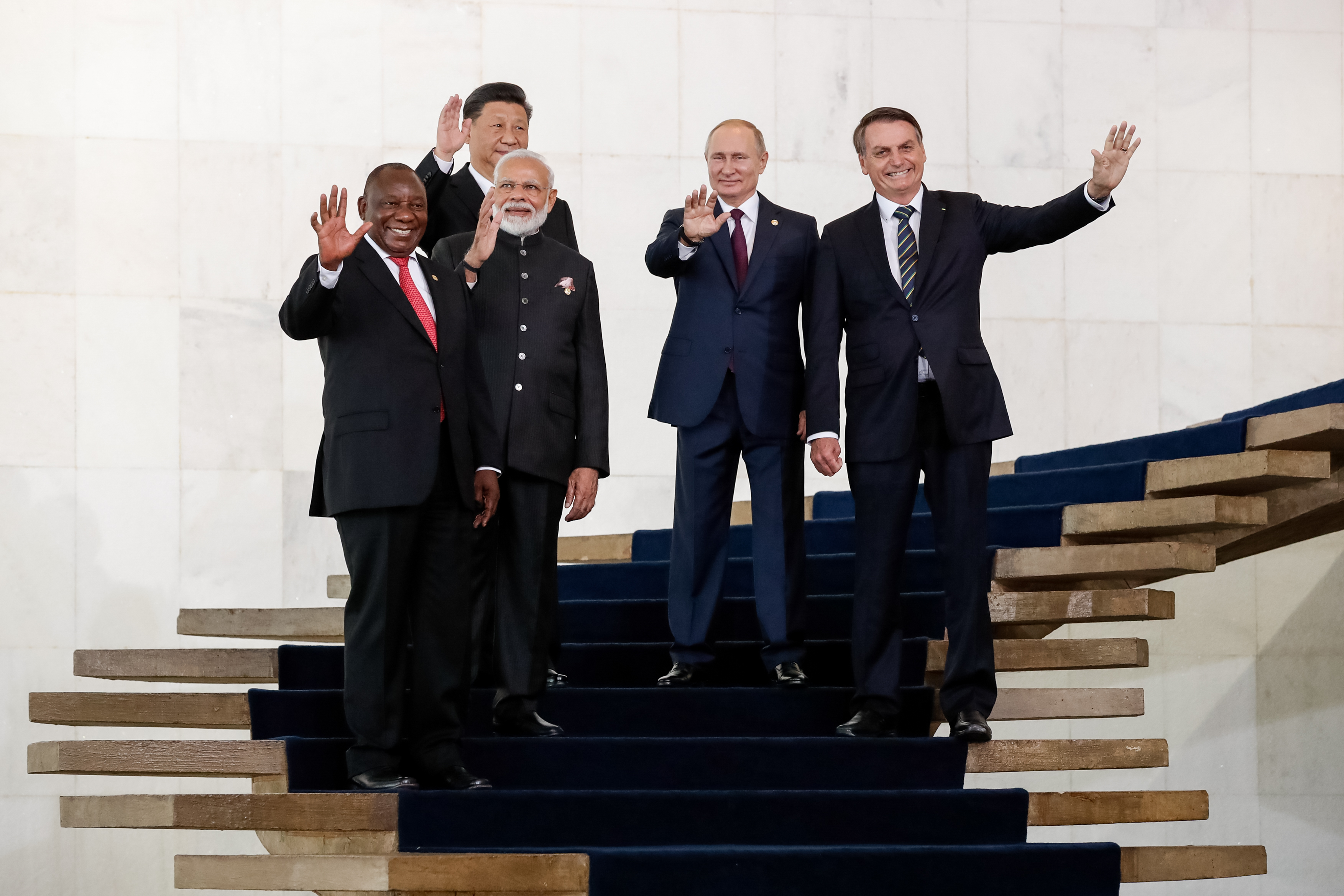
金磚國家領導人照片

2019年金砖国家峰会，又称金砖国家领导人第十一次会晤，是第11屆金砖国家峰会，會議由巴西、俄罗斯、印度、中華人民共和國和南非領導人出席。峰會在伊塔馬拉蒂宮举行。這是巴西首都第二次主办金砖国家峰会。夏尔巴人会议已于當年3月14日至15日在巴西庫里奇巴举行。

## 主题和优先事项
本屆峰會的主题是：金砖国家：经济增长带動创新未来（BRICS: economic growth for an innovative future）。
活动的两天将讨论以下主题：加强科学、技术和创新方面的合作；加强数字经济方面的合作；加强打击涉及洗錢、毒品販運等跨国犯罪，特别是打击有组织犯罪；并鼓励新开发银行与金砖国家商业理事会（BRICS Business Council）合作。
峰會期間中共中央總書記兼中國國家主席習近平就香港反對逃犯條例修訂草案運動首度表態，認為止暴制乱、恢复秩序是香港当前最紧迫的任務。在習近平表態后，美國國務卿邁克·蓬佩奧呼吁中国遵守有关「一国两制」问题的承诺，并和抗议者以“非暴力”方式对话。
會後發表《巴西利亞宣言》。

## 與會領導人

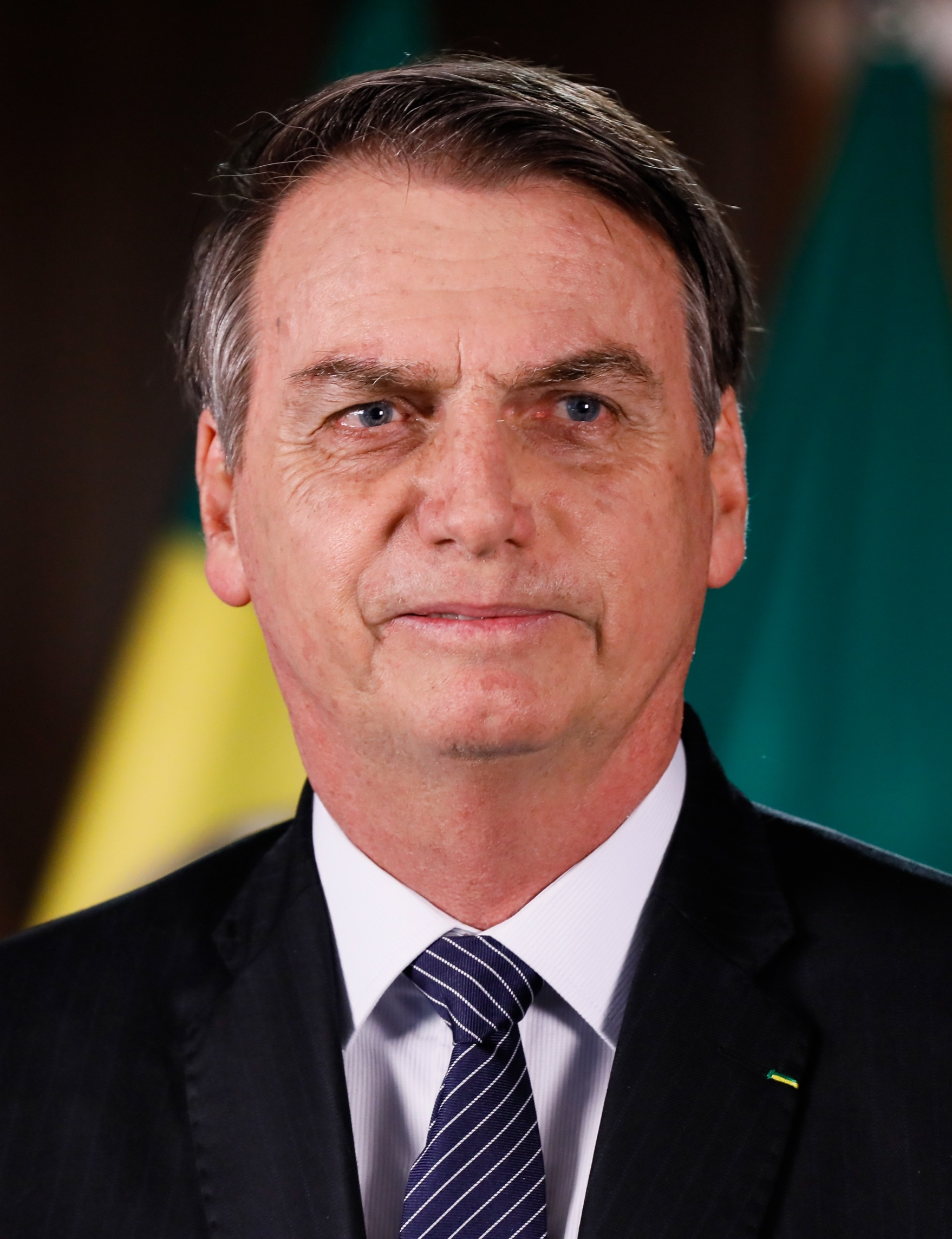
BRA 雅伊爾·博索納羅, 巴西總統 (東道主)
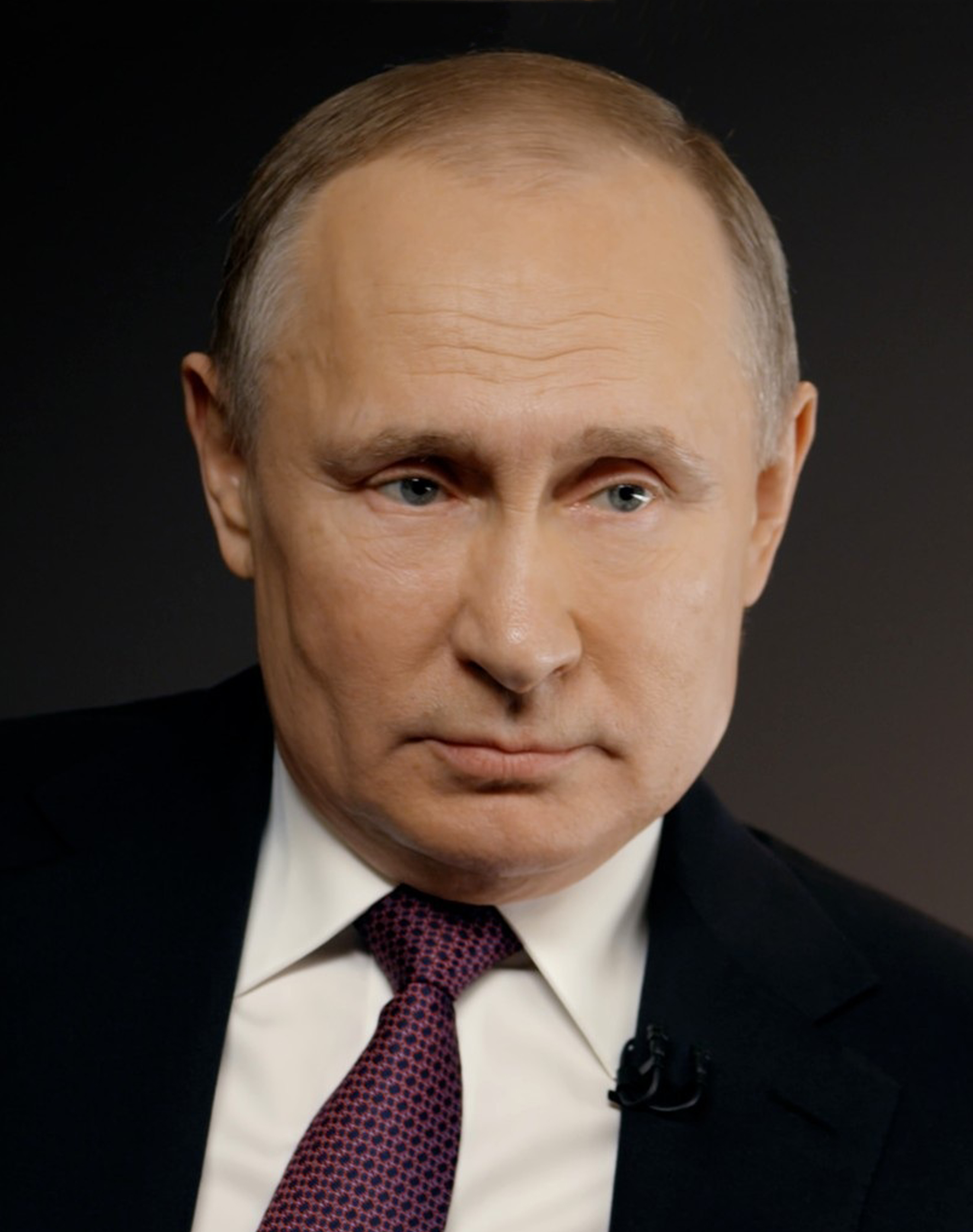
RUS 普京, 俄羅斯總統
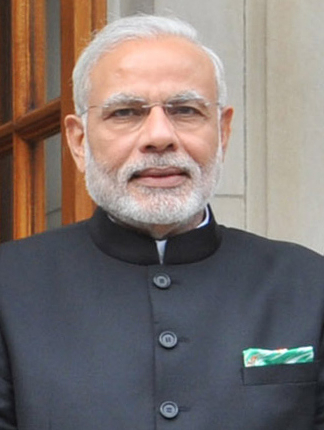
IND 納倫德拉·莫迪, 印度總理
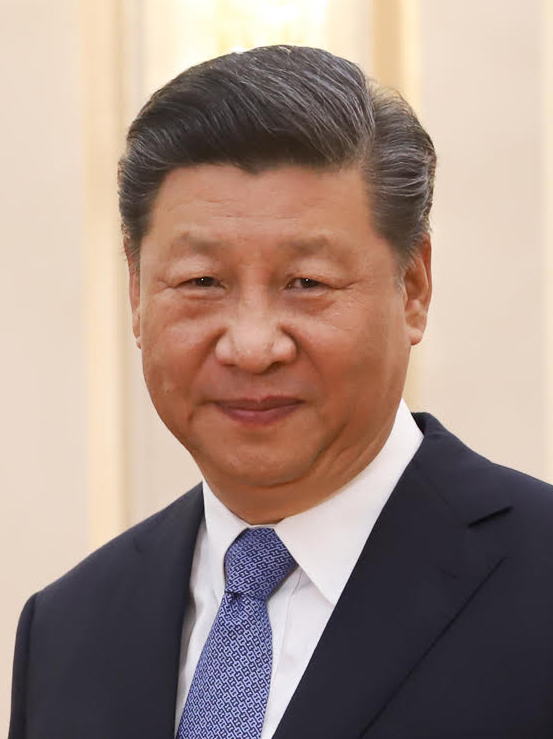
CHN 習近平, 中華人民共和國主席
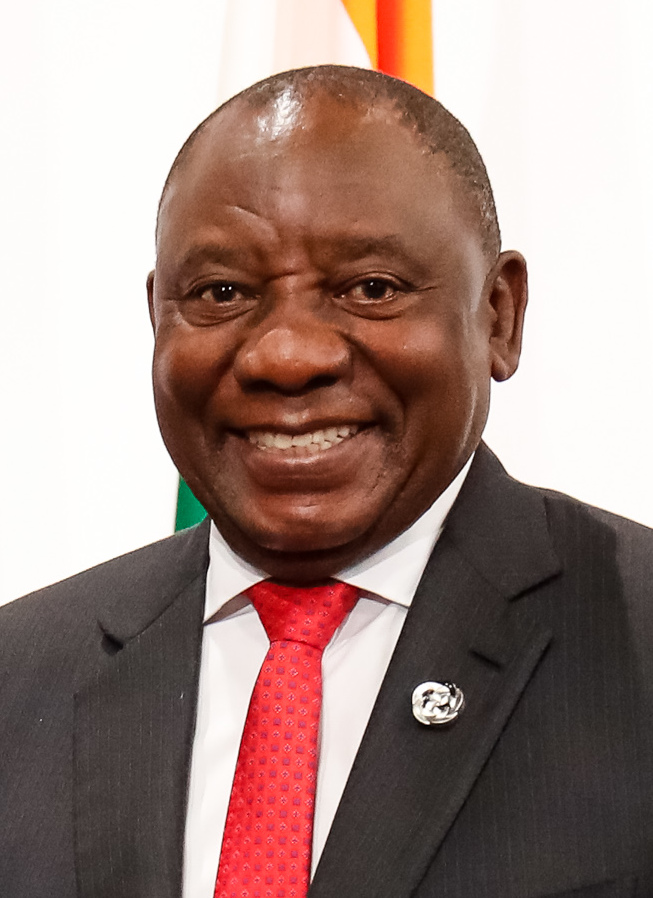
SAF 西里爾·拉馬福薩, 南非總統

- 巴西
雅伊爾·博索納羅, 巴西總統 (東道主)
- 俄羅斯
普京, 俄羅斯總統
- 印度
納倫德拉·莫迪, 印度總理
- 中国
習近平, 中華人民共和國主席
- 南非
西里爾·拉馬福薩, 南非總統